# تندیس (مجله)
مجلهٔ تندیس دوهفته‌نامهٔ هنرهای تجسمی است که از ۱۰ دی‌ماه ۱۳۸۱ به صاحب‌امتیازی، مدیرمسئولی و سردبیری محمدحسن حامدی منتشر می‌شود.
این نشریه به موضوعات روز هنرهای تجسمی ایران و جهان می‌پردازد. از میان رشته‌های گوناگونِ هنرهای تجسمی، تندیس بیش از همه به نقاشی و پس از آن به گرافیک، مجسمه‌سازی، عکاسی، هنر مدرن، طراحی و کاریکاتور پرداخته‌است. این نشریه همچنین هنرمندان ایرانی و جهانی بسیاری را نیز در شماره‌های مختلف خود معرفی کرده‌است.

## تأسیس
نشریه اطلاع‌رسانی، خبری، تحلیلی، پژوهشی و آموزشی، تخصصی هنرهای تجسمی تندیس در ۱۵ مهرماه ۱۳۸۱ با شمارهٔ ثبت ۹۴۸۰/۱۲۴ موفق به اخذ مجوز انتشار از سوی معاونت مطبوعاتی وزارت فرهنگ و ارشاد اسلامی شد و به صاحب‌امتیازی و مدیر مسئولی محمد حسن حامدی پس از چندین ماه پی‌گیری در خصوص امور گرافیکی و تشکیل هیئت تحریریه، اولین پیش‌مارهٔ خود را به صورت سراسری در دهم دی‌ماه همان سال منتشر کرد. هیئت تحریریهٔ این نشریه را جمعی از استادان دانشگاه‌ها، کارشناسان و هنرمندان فعال در عرصهٔ هنرهای تجسمی تشکیل داده‌اند.

## زمینهٔ فعالیت
نقاشی، گرافیک، مجسمه‌سازی، طراحی، هنرهای مدرن، کاریکاتور، هنرهای کاربردی، خبر، نقد و تحلیل آثار هنری از جمله محورهای این نشریه فرهنگی و هنری به‌شمار می‌آید. تندیس به‌عنوان اولین دوهفته‌نامهٔ هنرهای تجسمی ایران توانسته‌است، در طی چند سال فعالیت، به یکی از پایگاه‌های معتبر فرهنگی و هنری تبدیل شود.

## توقف انتشار
از ابتدای سال ۱۳۹۷ با شروع بحران‌های اقتصادی که گریبانگیر تمام نشریات ایران شد، محمدحسن حامدی مدیر مجله تندیس خبر از تعطیلی و توقف انتشار مجله داد. وی در گفتگویی با خبرگزاری ایلنا گفت: «به علت مشکلات مالی، شماره ۳۷۰، آخرین شماره‌ای بود که شب عید منتشر شد. در سال ۹۷ هنوز چیزی منتشر نشده‌است. صرفاً امیدواریم که حامی‌ای پیدا شود و امکانی فراهم شود تا دوباره مجله انتشار یابد. در ماه‌های آینده اگر دستی از غیب برآید شاید دوباره توانستیم مجله را انتشار دهیم.»

## انتشار مجدد
در تاریخ ۲۸ مرداد ۱۳۹۷ توسط محمدحسن حامدی سردبیر مجله اعلام شد که شمارهٔ جدید مجله از نیمهٔ دوم شهریور با تغییر قطع و گرافیک مجدداً منتشر خواهد شد.

## همکاران
- صاحب‌امتیاز، مدیر مسئول و سردبیر: محمدحسن حامدی
- مدیر هنری: امیر فرهاد (تا ۱۳۹۴) پس از او مهدیه ابوالحسن و ایمان آرام به عنوان صفحه‌آرا در این مجموعه مشغول به کار شدند.
- مدیر مالی و تبلیغات: سیدمحسن جعفری
- مدیر داخلی:سیما زارع‌پور (تا زمان توقف موقت مجله)
- نویسندگان و مترجمان: مهران دانایی، سجاد عمادی، جواد حسنجانی، مهسا فرهادی‌کیا، مهرنوش علی‌مددی، علیرضا بهارلو، شهروز مهاجر، علی گلستانه، حمیدرضا شش‌جوانی، مهسا تهرانی شکوفه غفاری، شروین طاهری، کیانوش معتقدی، سیدعمادالدین قرشی

از آغاز انتشار تندیس تا پایان سال ۱۳۹۲ عباس اکبری معاون سردبیر بود. پس از وی سید امیر سقراطی به مدت یکسال (۱۳۹۳) به عنوان معاون سردبیر مشغول فعالیت شد.
از نیمه دوم سال ۱۳۹۳ آرش تنهایی به دبیری تحریریه تندیس انتخاب و تا پایان سال مشغول به فعالیت شد. با آغاز سال ۱۳۹۴ سیدامیر سقراطی مجدد مسولیت دبیری تحریریه تندیس را بر عهده گرفت که این همکاری تا شماره ۳۵۰ در خرداد ۱۳۹۶ ادامه داشت. آخرین دوره سردبیری نشریه تندیس به عهده مهرنوش علی‌مددی بود که از شهریور ۱۳۹۸  تا اسفند همان سال ادامه پیدا کرد. از سال ۱۳۹۹ انتشار نشریه تندیس به طور کامل متوقف گردید. 
- نشانی: تهران، خیابان آزادی، ابتدای خیابان آذربایجان، شمارهٔ ۱۰۳۴، واحد ۳. تلفن:۶۶۰۳۸۴۱۹ تلفکس:۶۶۰۳۸۴۲۶ صندوق پستی: ۱۷۹–۱۳۴۴۵

## وبگاه تندیس

نشان وبگاه تندیس

وبگاه این نشریه به موضوعات روز هنرهای تجسمی ایران و جهان می‌پردازد. وبگاه تندیس در تاریخ مهرماه ۱۳۹۰ با مدیریت گروه آوام راه‌اندازی شد. وبگاه جدید از آبان‌ماه ۱۳۹۳ با رویکردی نو در قالب اطلاع‌رسانی در حوزهٔ هنرهای تجسمی آغاز به کار کرده‌است. وبگاه قدیمی از تیرماه ۱۳۹۶ به‌طور کامل از صفحهٔ وب برداشته شد.
- مدیر وبگاه: جاوید رمضانی
- مدیر داخلی: زینب ثقفی
- مدیر بازرگانی: مونا شهریاری
- تولید محتوا: مریم روشن‌فکر، داود ارسونی، زینب ثقفی
- ترجمه و ویرایش: بهراد شریفی، یاسمن نوذری
- وب ادمین و مدیر فنی: داود ارسونی